# Hans Rebelein
Hans Rebelein (* 17. Mai 1916 bei Nürnberg; † 23. Mai 1975 in  Würzburg) war ein deutscher Chemiker. Er war Chemiedirektor des Staatlichen Chemischen Untersuchungsamtes in Würzburg und Entwickler von Untersuchungsmethoden für die Getränkeanalyse zur Untersuchung von Getränken nach Alkohol, Zucker und Schwefel.

## Leben
Rebelein absolvierte während des Zweiten Weltkriegs in Würzburg ein Chemiestudium. Ab 1945 war er Mitarbeiter der Staatlichen Chemischen Untersuchungs-Anstalt in Würzburg. Es folgten Lebensmitteltechnologie-Studien und die Promotion mit einem weinchemischen Thema.
Sein Hauptaugenmerk lag in der Wein-Beurteilung mit zum Teil von ihm selbst entwickelten und vereinfachten Methoden. Seine Untersuchungsverfahren erfuhren nationale und internationale Anerkennung. Auch gingen sie in die Weinuntersuchungsvorschriften ein.
Er war Mitglied des Bundesausschusses für Weinforschung und ständiges Mitglied der Weinanalysenkommission des Bundesgesundheitsamtes in Berlin. 1958 erhielt er in Paris das Ehrendiplom des internationalen Weinamtes für die Bestimmung des Glycerins und des Butylenglycols.
Die Untersuchungsmethoden nach Dr. Rebelein sind auf ihn zurückzuführen.
Rebelein war Mitglied der katholischen Studentenverbindung K.D.St.V. Gothia-Würzburg im CV.